# Lippisch P.13a

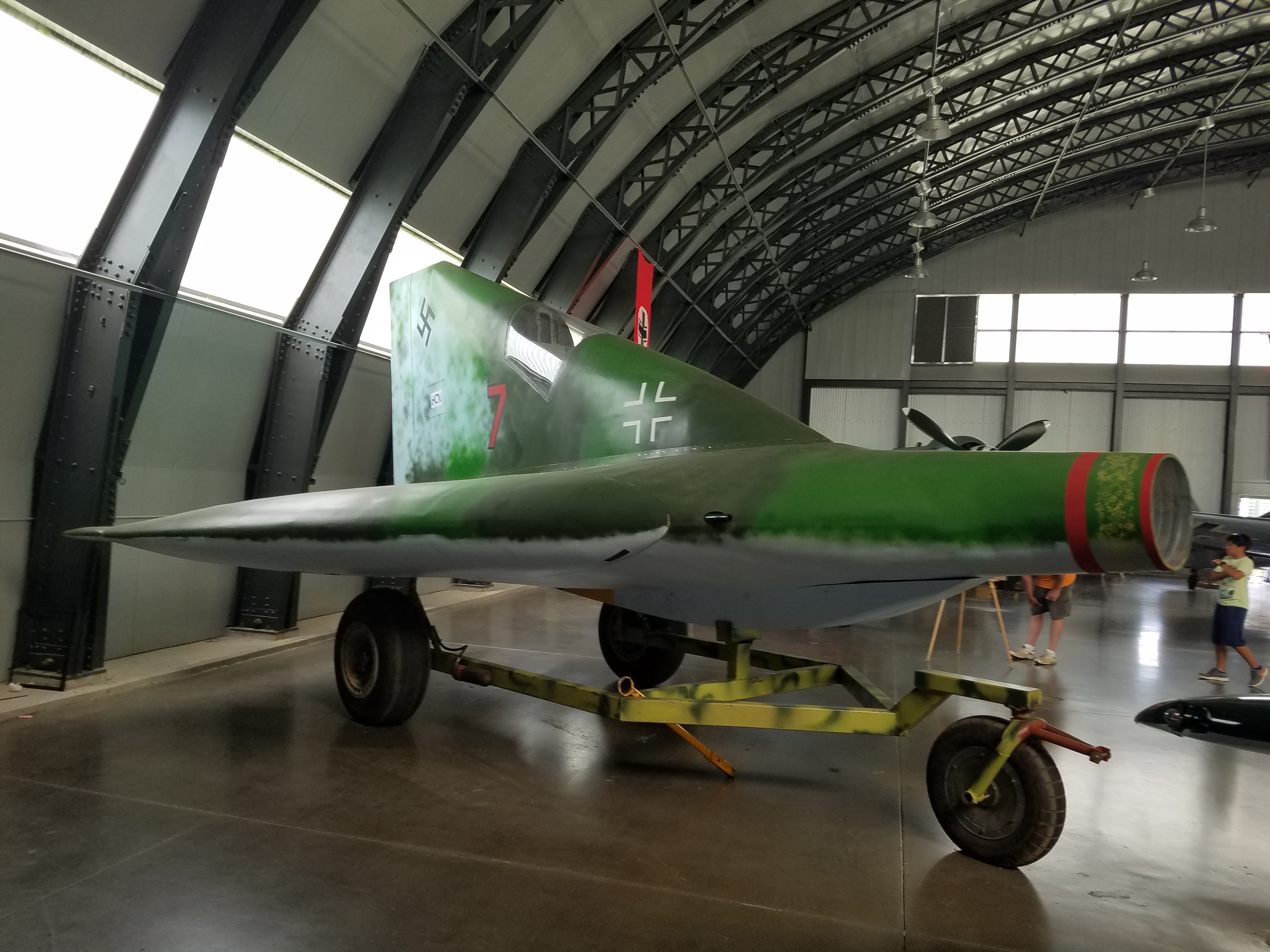
Replika (ej fungerande) på Military Aviation Museum Virginia Beach USA.

Lippisch P.13a var ett experimentellt jaktflygplan, planerat att förses med en Kronach Lorin stenkols-ramjet och uppbyggt kring en deltavinge. Planet konstruerades 1944–1945 av Alexander Lippisch i Wiener Neustadt för Reichsluftfahrtministerium i Nazi-Tyskland. Flygplanet finansierades genom Volksjäger-programmet och utvecklades i Luftfahrtforschungsanstalt Wien (LFW) i Wiener Neustadt. Flygplanet togs dock ej i bruk innan kriget var slut, men en glidflygprototyp benämnd Lippisch DM-1 testflögs i USA.  
Flygplanet skulle ha en liten ramjet-motor för sin framdrivning och hade därför behövt startas med startraket eller bogseras upp till ramjetens lägsta driftshastighet på 320 km/h. Det är inte känt vilket vapen som skulle ha burits av P.13a då MK 103-kanonen skulle ha varit för tung och stor för ett sådant litet flygplan.
Testning under kriget av vindtunnel-modeller i höghastighetstunneln vid Luftfahrtforschungsanstalt Wien visade dock att konstruktionen skulle kommit att ha en exceptionell stabilitet vidöverljudshastigheter på Mach = 2,6.
Lippischs arbete med planet kom att få stor betydelse för utvecklingen av jaktflygplan med deltavinge avsett för överljudshastighet efter andra världskriget, exempelvis Saab 35 Draken. Lippisch och några av hans kolleger fortsatte att även efter kriget förbli en del av denna utveckling, såväl i Europa som i USA.

## Design
Projektet hade sina rötter i och var en vidareutveckling av tankarna från Messerschmitt Me 163-projektet där Alexander Lippisch varit chefskonstruktör. 
Lippisch hade startat ett eget utvecklingskontor i Luftfahrtforschungsanstalt Wien (LFW) i Wiener Neustadt efter att under konstruktionen av Messerschmitt Me 163 1943–1944 ha blivit oenig med Willy Messerschmitt om behovet av stjärtvinge, något som skulle gett prestandaförluster genom ökat luftmotstånd,  och Lippisch inriktning mot deltavinge. Med sig från Messerschmitt hade Lippish matematikern Hermann Behrbohm, som anställdes på halvtid för beräkningsmodellerna (men parallellt med detta fortsatte att arbeta halvtid för Messerschmitt). 
I slutet av kriget konfiskerades den ej färdigställda prototypen Lippisch DM-1 av de amerikanska styrkorna. Amerikanarna beordrade Lippischs team att slutföra utvecklingen av glidflygplanet och det skickades sedan till USA där det testades. Enligt National Advisory Committee for Aeronautics var resultaten positiva och lärdomar införlivades i USA:s utvecklingsarbete på 1950-talet och framåt.
Det finns filmer som visar glidflygningstest av en nedskalad modell av P.13a. Dessa tester började i maj 1944 i Spitzerberg, nära Wien.

## Betydelse för framtida utveckling
Lippisch P.13a lämnade aldrig ritbordet. Dess design låg dock till grund för vidare arbete under 50-talet när jaktflygplan med deltavinge konstruerade för överljudshastighet utvecklades. I Sverige finansierades sådana arbeten baserade på Försvarsbeslutet 1958 med målet att kunna genomföra angrepp på bombflygplan, som till exempel Tupolev Tu-16, med kapacitet att bära kärnvapen. I Europa var kraven på hastighetsprestanda större än i USA pga den kortare reaktionstiden att möta inkommande fientligt bombflyg, vilket sedan 80-talet ersatts av fokus på reguljär krigföring och "dogfights" med andra optimeringar såsom i JAS 39 Gripen. 
Tester i vindtunnel hade visat att deltavingar var mycket stabila och effektiva i överljudshastighet och genom avsaknaden av stjärtvingar medförde konfigurationen lägre luftmotstånd och därigenom bättre hastighetsprestanda. Genom tillkomsten av bättre jetmotorer utvecklades i följd av detta  jaktflygplan som svenska Saab 35 Draken, franska Dassault Mirage III, Convair F-102 Delta Dagger i USA och ultrasnabba spaningsplan som Lockheed SR-71 Blackbird enligt denna princip.
Chefskonstruktören Alexander Lippisch emigrerade efter kriget till USA och anställdes av Convair i San Diego, Kalifornien.
Matematikern Hermann Behrbohm engagerades 1946 av franska BEE (franskt aerodynamiskt forsknings- och utvecklingsinstitut) inom ramen för fransk-tyska forskningsinstitutet Saint-Louis (ISL), där Frankrike utvecklade Dassault Mirage III. År 1951 emigrerade han dock med sin familj till Sverige och anställdes av Saab i Linköping, där han arbetade fram till sin pension 1972, bland annat med utvecklingen av Saab 35 Draken och senare Saab 37 Viggen. Han tilldelades Thulinmedaljen för sina insatser.

## Kronach Lorin - Stenkols-ramjet
Eftersom det i Nazityskland i slutet av 1944 rådde stor brist på konventionella bränslen föreslog Lippisch att P.13a skulle drivas av stenkol. Motorn testades framgångsrikt som koncept men har aldrig använts under flygning.
Kronach Lorin var en liten stenkols-ramjet-motor som saknade förkompression. Den ursprungliga idén var att producera en motor anpassad till bränslebristen som rådde i Tyskland mot slutet av andra världskriget. Den var avsedd att användas i de tyska jaktflygplanen Lippisch P.13a och Lippisch P.13b.
Ursprungligen föreslogs att en trådnätkorg innehållande kol skulle monteras i nosluftsintaget för att ligga mitt i luftflödet. En gasbrännare skulle tändas i kolkorgen när P.13a hade nått den lägsta möjliga driftshastigheten på 320 km/h. Vid den hastigheten skulle tillräckligt med luft tryckas in i ramjet-motorn av fartvinden, så att motorn skulle kunna börja fungera. Det var tänkt att denna starthastighet skulle uppnås med hjälp av en startraket eller genom bogsering.
Luften som passerade genom kolkorgen skulle driva ångorna från det brinnande kolet bakåt in i motorn, där de skulle blandas med ren luft under högt tryck som togs in i motorn via ett separat luftintag. Resultatet skulle bli att gasblandningen antändes och sedan under utveckling av högt tryck skulle ledas ut genom ett bakre munstycke.
Efter vindtunneltestning av ramjet-motorn med kolkorg gjordes modifieringar för att uppnå en effektivare förbränning. För att producera en kontrollerad och jämn förbränning fastslog man att stenkolet skulle ha formen av små granulat, i en mängd av totalt 135–180 kg, istället för oregelbundna klumpar. Korgen byttes sedan mot en masktrumma som roterade runt en vertikal axel med 60 varv per minut.
En kombination av brännare och trumma byggdes och testades framgångsrikt av designteamet i Wien före krigets slut. Den teoretiska flygtiden med den planerade mängden stenkol var 45 minuter.